# Bob Costas
Robert Quinlan "Bob" Costas (Nova Iorque, 22 de março de 1952) é um jornalista e locutor esportivo estadunidense. Ele é a única pessoa na história da televisão a ter vencido Emmys nas categorias Esporte, Notícias e Entretenimento. Bob trabalha na NBC Sports desde a década de 1980. Ele já ganhou 23 prêmios Emmy ao longo de sua carreira. 